# Freddy Jensen
Josva Frederik „Freddy“ Isaias Ananias Jensen (* 28. Januar 1926 in Nuuk; † 9. April 1996 in Kopenhagen) war ein grönländischer Turner, der bei Olympischen Spielen für das Königreich Dänemark antrat.

## Erfolge
Freddy Jensen war der uneheliche Sohn des dänischen Zimmermanns Jens Frederik Jensen (1886–?) und der Grönländerin Sofia Blandina Eugenius (1899–?). Seine Eltern heirateten kurz nach seiner Geburt. Seine Mutter war eine der letzten Grönländerinnen, die von den Herrnhutern in Neu-Herrnhut getauft wurde. Ihr Vater war der Erzähler Jaakuaraq Eugenius (1863–1934).
Freddy Jensen nahm an den Olympischen Spielen 1948 in London und 1952 in Helsinki teil und ist damit der bislang einzige grönländische Teilnehmer an Olympischen Sommerspielen.
1948 platzierte er sich im Pferdsprung, am Reck und am Barren jenseits der besten 50 Turner. Am Seitpferd verpasste er als 53. knapp die Marke der besten 50, an den Ringen schaffte er sie derweil mit Platz 48. Sein mit Abstand bestes Resultat erzielte er im Bodenwettkampf, in dem er den 16. Platz unter 121 Startern belegte. Im Einzelmehrkampf belegte er Rang 56. In der Mannschaftskonkurrenz erreichte er mit der dänischen Mannschaft den achten Platz unter 16 Nationen.
Die Resultate bei den Spielen 1952 waren schwächer: Am Barren belegte er den 133. Rang, im Pferdsprung gar nur den 149. Platz. Die Wettkämpfe auf dem Boden schloss er auf dem 73. Platz, am Reck auf dem 67. Platz, am Seitpferd auf dem 65. Platz und an den Ringen auf dem 63. Platz ab. Auch im Einzelmehrkampf kam er nicht über den 75. Platz hinaus. Den Mannschaftswettkampf bestritten insgesamt 23 Nationen. Dänemark reihte sich mit Rang 15 im Endklassement im hinteren Mittelfeld ein.